# Into the Great Wide Open
Into the Great Wide Open è l'ottavo album in studio del gruppo musicale statunitense Tom Petty and the Heartbreakers, pubblicato il 2 luglio 1991.

## Il disco
Dopo il successo del precedente Full Moon Fever, Petty si avvale ancora della collaborazione di Jeff Lynne, ex collega dei Traveling Wilburys ed ex frontman degli ELO, come co-produttore. L'album sarà l'ultimo con l'etichetta MCA.
L'album si è classificato al 13º nella classifica Billboard 200 negli Stati Uniti e al 3º posto nella UK Album Chart dl Regno Unito nel 1991.
Il primo singolo estratto, Learning to Fly, rimase per sei settimane in vetta alla classifica Mainstream Rock Tracks di Billboard. Il successivo fu Into the Great Wide Open.

## Tracce
Testi e musiche di Tom Petty e Jeff Lynne, eccetto dove indicato.
1. Learning to Fly – 4:02
2. Kings Highway – 3:08 (Petty)
3. Into the Great Wide Open – 3:43
4. Two Gunslingers – 3:09 (Petty)
5. The Dark of the Sun – 3:23
6. All or Nothin – 4:07 (Petty, Mike Campbell)
7. All the Wrong Reasons – 3:46
8. Too Good to Be True – 3:59 (Petty)
9. Out in the Cold – 3:41
10. You and I Will Meet Again – 3:42 (Petty)
11. Makin' Some Noise – 3:27 (Petty, Campbell, Lynne)
12. Built to Last – 3:58

## Formazione
Hanno partecipato alle registrazioni secondo le note dell'album:
Tom Petty and the Heartbrekers
- Tom Petty - voce, chitarra acustica, pianoforte, chitarra elettrica, chitarra 12 corde, tastiere, percussioni, basso, armonica
- Mike Campbell - chitarra acustica, chitarra elettrica, dobro, tastiere, slide guitar
- Howie Epstein - basso, cori
- Benmont Tench - pianoforte, Fender Rhodes, fisarmonica, organo Hammond
- Stan Lynch - batteria, percussioni

Altri musicisti
- Jeff Lynne - chitarre, cori, pianoforte, sintetizzatore
- Roger McGuinn - cori in All The Wrong Reason
- Richard Tandy – sintetizzatore in Two Gunslingers

## Classifiche
| Classifica (1991)           | Posizione massima |
| --------------------------- | ----------------- |
| Canada (RPM magazine)       | 4                 |
| Stati Uniti (Billboard 200) | 13                |
| Regno Unito (Albums Charts) | 3                 |